# Piciorul monedei
Piciorul monedei, în numismatică, reprezintă numărul de monede care pot fi produse cu o anumită cantitate de metal prețios.
În practică reprezintă relația dintre valoarea monedei (valoarea nominală, pe avers) și valoarea metalului care o constituie.
Există o modalitate de a cunoaște și de a compara valoarea unei emisiuni monetare de argint în raport cu alte emisiuni, pornind de la un calcul care combină condițiile de emitere (greutate, curs, titlu).
Piciorul monedei a funcționat încă de la emiterea primelor monede cunoscute. De fapt, în orice moment, autoritatea emitentă a hotărât greutatea și finețea fiecărei specii, atribuind fiecărei monede un curs în valută exprimat în funcție de perioada și locul emiterii.
Monedele antice și medievale, nefiind fiduciare, se bazau pe compoziția lor de metale prețioase sau erau judecate ca atare la momentul emiterii lor (aur, cupru, argint etc.)